# М'ятин (Рівненський район)
М'я́тин — село в Україні, у Рівненському районі Рівненської області. Населення становить 336 осіб.

## Природа
Біля села розташовані: Порозівське заповідне урочище, М'ятинський заказник.

## Історія
У 1906 році село Бугринської волості Острозького повіту Волинської губернії. Відстань від повітового міста 29 верст, від волості 9. Дворів 49, мешканців 349.

## Населення

### Мова
Розподіл населення за рідною мовою за даними перепису 2001 року:
| Мова       | Кількість | Відсоток |
| ---------- | --------- | -------- |
| українська | 224       | 100%     |